# Incendi de la discoteca Colectiv
L'incendi de la discoteca Colectiv va tenir lloc el 30 d'octubre del 2015 a Bucarest (Romania). L'incendi va causar 63 morts i en va ferir 150 més. Es va tractar del pitjor incident d'aquest tipus a Romania en 20 anys.

## Desenvolupament
L'incendi s'ha desencadenat durant el desenvolupament d'un concert gratuït del grup romanès de metalcore Goodbye to Gravity, que celebrava la sortida del seu nou àlbum, Mantras of War, a la discoteca Collectiv. Els instruments pirotècnics del grup, composts de petits focs d'artificis, ha encès l'escuma acústica de poliuretà del club i el foc s'ha propagat ràpidament.

## Víctimes
| Ciutadania    | Morts | Ferits |
| ------------- | ----- | ------ |
| Romania       | 62    | ≈ 150  |
| Turquia       | 1     |        |
| Itàlia        | 1     |        |
| Espanya       |       | 2      |
| Alemanya      |       | 1      |
| Països Baixos |       | 1      |
| Total         | 64    | 154    |

Durant l'incendi, 26 persones van morir, a les quals cal afegir una altra víctima durant el transport fins a l'hospital. Molts ferits presentaren cremades sobre el cos, però sobretot al nivell de la tràquea i dels pulmons. Alguns altres van tenir lesions diverses per intoxicació de fum, a causa del monòxid de carboni i altres gasos tòxics (sobretot del cianur), fruit de les emanacions resultants de la combustió dels materials de la discoteca. Altres persones van resultar ferides en caure al terra i ser trepitjades.
Entre els ferits, 146 van ser hospitalitzats a diversos hospitals de Bucarest i del județ de Ilfov. Gran nombre de ferits, una quarantena, van ser transports a altres països: quatre a Àustria, vuit a Bèlgica, vuit als Països Baixos, un a França, cinc a Alemanya, nou al Regne Unit, un a Noruega i tres a Israel.
Després de la nit del 30 d'octubre, van morir 36 persones més, de les quals una desena en hospitals fora de Romania o en el moment del trasllat.

## Conseqüències polítiques
Després de l'incident, van seguir-ne grans manifestacions públiques denunciant un enllaç entre els escàndols de corrupció polítics i el balanç tràgic d'aquest incendi, que van conduir a la dimissió del Primer ministre Victor Ponta i del seu govern.

Manifestació del 5 de novembre a la Plaça de la universitat.